# جيمي رولان
جيمي رولان (بالإنجليزية: Jimmy Rolland)‏ (1 يناير 1945 بكيركالدي في المملكة المتحدة - ) هو لاعب كرة قدم بريطاني في مركز الهجوم. لعب مع Buxton F.C. ‏ ونورثويتش فيكتوريا وكاليفورنيا صنشاين ‏ ولوس أنجلوس سكايهوكس ‏ وSan Francisco Fog (soccer) ‏.